# Verwaltungskommission des Saarlandes
Die Verwaltungskommission des Saarlandes war die Leitung der zivilen saarländischen Verwaltung vom 20. Oktober 1946 bis zum 20. Dezember 1947.

## Geschichte
Da die französische Militärregierung im besetzten Saarland mit der Arbeit von Regierungspräsident Hans Neureuter unzufrieden war, löste Militärgouverneur Gilbert Grandval im Oktober 1946 das Regierungspräsidium auf und setzte stattdessen eine Verwaltungskommission ein. Das Kollegium spiegelte dabei die politischen Mehrheitsverhältnisse wider, wie sie sich aus den Gemeinderatswahlen vom 15. September 1946 ergeben haben: Von den sieben Direktorenposten, die dem Amt eines Ministers entsprachen, wurden drei durch die CVP, zwei durch die SPS und einer durch die KP (ab 1947 durch die DPS) besetzt; der siebte Direktor war parteilos. Verkündungsorgan der Kommission war das Amtsblatt der Verwaltungskommission des Saarlandes.
Im Mai 1947 beschloss die Kommission die Bildung einer Verfassungskommission zur Vorbereitung einer saarländischen Verfassung. Nachdem diese am 17. Dezember 1947 in Kraft getreten war, wurde die Verwaltungskommission als Übergangsregierung eingesetzt (Art. 131 SVerf a. F.), bis schließlich am 20. Dezember mit dem Kabinett Hoffmann I die erste saarländische Landesregierung ihre Arbeit aufnahm.
Die Niederschriften der 142. Sitzungen der Verwaltungskommission sind im Saarländischen Landesarchiv überliefert und wurden 2023 im Zuge eines Pilotprojektes zur KI-basierten Handschriftenerkennung digitalisiert.

## Mitglieder
| Amt                                       | Name                                               | Partei    |
| ----------------------------------------- | -------------------------------------------------- | --------- |
| Vorsitzender der Verwaltungskommission    | Erwin Müller                                       | CVP       |
| Direktor des Inneren                      | Georg Schulte                                      | SPS       |
| Direktor der Justiz                       | Erwin Müller                                       | CVP       |
| Direktor der Finanzen                     | Christian Grommes                                  | parteilos |
| Direktor der Erziehung                    | Emil Straus                                        | CVP       |
| Direktor der Arbeit                       | Richard Kirn                                       | SPS       |
| Direktor der Wirtschaft                   | Heinrich Danzebrink                                | CVP       |
| Direktor der Landwirtschaft und Ernährung | Robert Neufang (20. Oktober 1946 bis 7. Juli 1947) | KP        |
| Direktor der Landwirtschaft und Ernährung | Otto Kindel (7. Juli 1947 bis 20. Dezember 1947)   | DPS       |